# Saint-Victurnien
Saint-Victurnien (Sent Vertunian en occitan) est une commune française située dans le département de la Haute-Vienne en région Nouvelle-Aquitaine. Ses habitants sont appelés les Saint-Victurniauds.
Le village est le seul entre Saint-Junien et Aixe-sur-Vienne à être établi sur les deux rives de la Vienne. Située à 10 km à l'est de Saint-Junien et 20 km à l'ouest de Limoges, la commune est comprise dans l'aire urbaine de Limoges mais bénéficie de l'influence et de l'attractivité des deux villes.

## Géographie

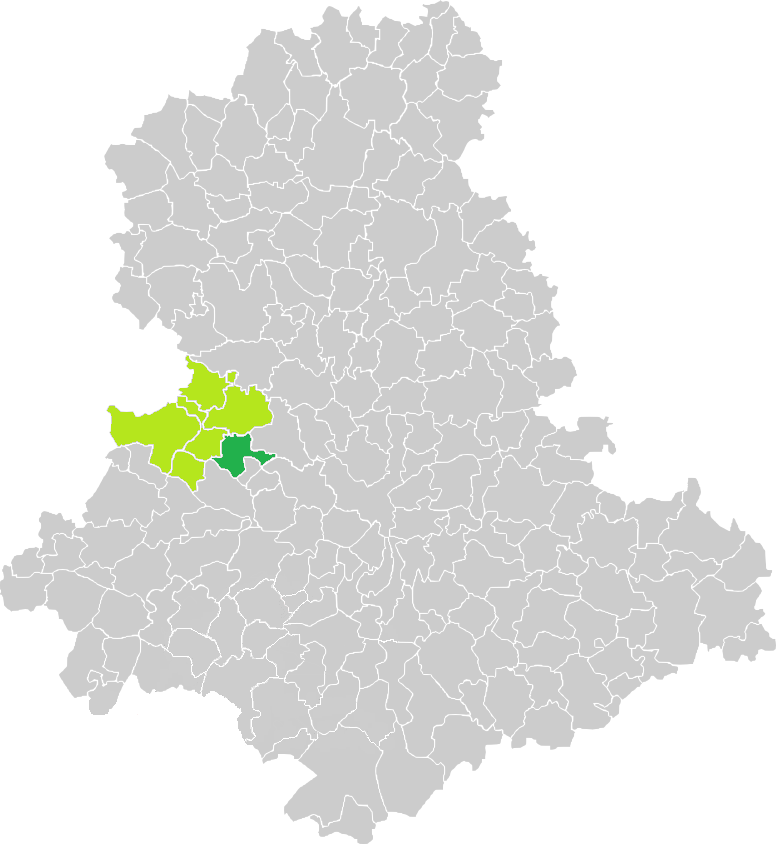
Situation de la commune de Saint-Victurnien en Haute-Vienne.

La commune s'étend approximativement sur 7 km d'est en ouest et 6 km du nord au sud, de part et d'autre de la Vienne, qui lui sert partiellement de limite naturelle avec Sainte-Marie-de-Vaux et Saint-Brice-sur-Vienne.

### Communes limitrophes
Les communes limitrophes sont  Cognac-la-Forêt, Oradour-sur-Glane, Saint-Brice-sur-Vienne, Sainte-Marie-de-Vaux, Verneuil-sur-Vienne et Veyrac.

### Climat
Pour des articles plus généraux, voir Climat de la Nouvelle-Aquitaine et Climat de la Haute-Vienne.
Historiquement, la commune est exposée à un climat océanique limousin.  
En 2020, Météo-France publie une typologie des climats de la France métropolitaine dans laquelle la commune est exposée à un climat océanique altéré et est dans une zone de transition entre les régions climatiques « Poitou-Charentes » et « Ouest et nord-ouest du Massif Central ».
Pour la période 1971-2000, la température annuelle moyenne est de 11,9 °C, avec une amplitude thermique annuelle de 15,1 °C. Le cumul annuel moyen de précipitations est de 990 mm, avec 13,4 jours de précipitations en janvier et 7,9 jours en juillet. Pour la période 1991-2020, la température moyenne annuelle observée sur la station météorologique la plus proche, située sur la commune de Saint-Junien à 8,74 km à vol d'oiseau, est de 12,0 °C et le cumul annuel moyen de précipitations est de 957,1 mm,. Pour l'avenir, les paramètres climatiques de la commune estimés pour 2050 selon différents scénarios d’émission de gaz à effet de serre sont consultables sur un site dédié publié par Météo-France en novembre 2022.

## Urbanisme

### Typologie
Au 1er janvier 2024, Saint-Victurnien est catégorisée commune rurale à habitat dispersé, selon la nouvelle grille communale de densité à sept niveaux définie par l'Insee en 2022.
Elle est située hors unité urbaine. Par ailleurs la commune fait partie de l'aire d'attraction de Limoges, dont elle est une commune de la couronne,. Cette aire, qui regroupe 127 communes, est catégorisée dans les aires de 200 000 à moins de 700 000 habitants,.

### Occupation des sols
L'occupation des sols de la commune, telle qu'elle ressort de la base de données européenne d’occupation biophysique des sols Corine Land Cover (CLC), est marquée par l'importance des territoires agricoles (72,2 % en 2018), en diminution par rapport à 1990 (73,4 %). La répartition détaillée en 2018 est la suivante : 
prairies (44,7 %), zones agricoles hétérogènes (24,9 %), forêts (19 %), zones urbanisées (5,9 %), eaux continentales (2,8 %), terres arables (2,6 %). L'évolution de l’occupation des sols de la commune et de ses infrastructures peut être observée sur les différentes représentations cartographiques du territoire : la carte de Cassini (XVIIIe siècle), la carte d'état-major (1820-1866) et les cartes ou photos aériennes de l'IGN pour la période actuelle (1950 à aujourd'hui).

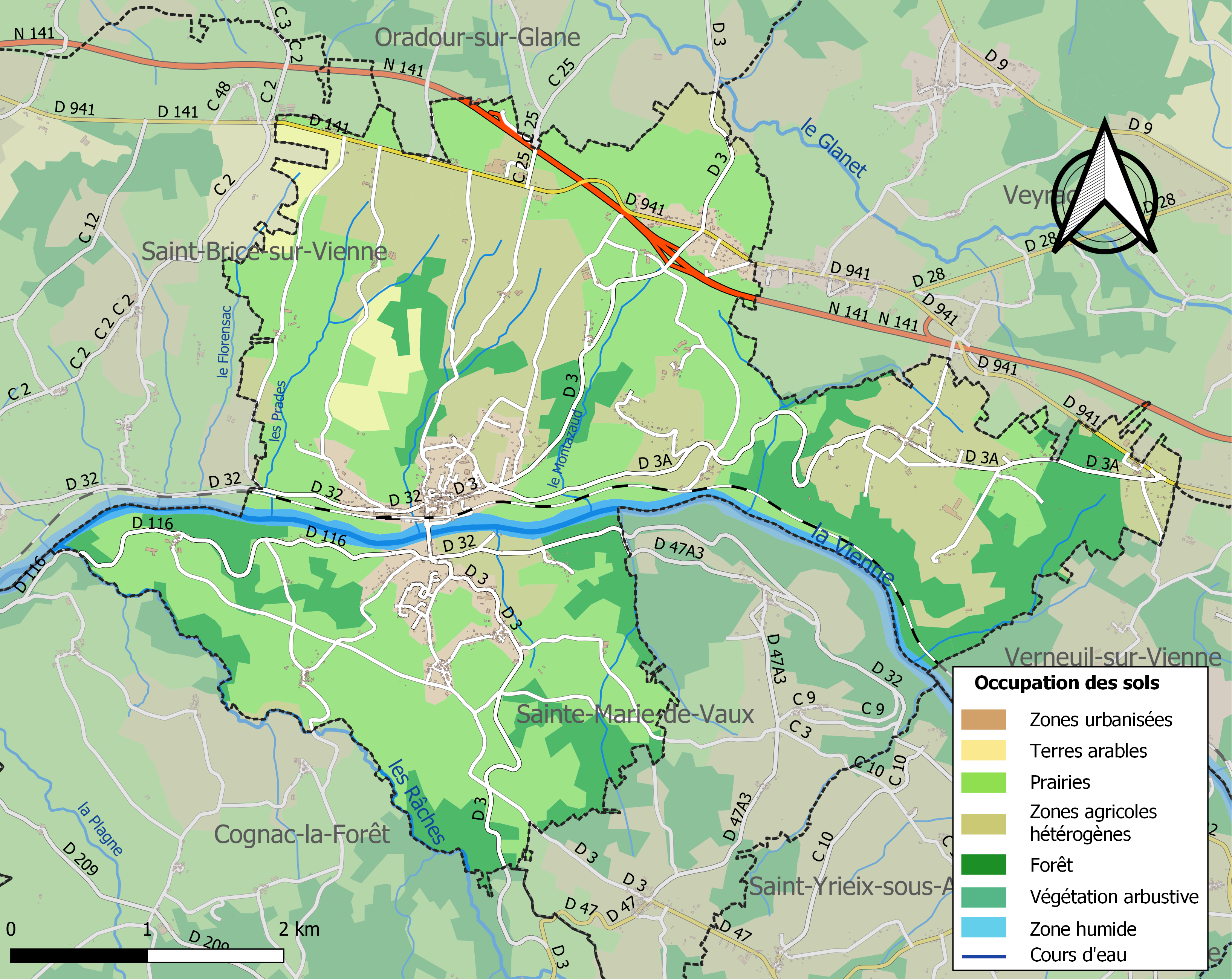
Carte des infrastructures et de l'occupation des sols de la commune en 2018 (CLC).

### Risques majeurs
Le territoire de la commune de Saint-Victurnien est vulnérable à différents aléas naturels : météorologiques (tempête, orage, neige, grand froid, canicule ou sécheresse), inondations et séisme (sismicité faible). Il est également exposé à deux risques technologiques, le transport de matières dangereuses et la rupture d'un barrage, et à un risque particulier : le risque de radon. Un site publié par le BRGM permet d'évaluer simplement et rapidement les risques d'un bien localisé soit par son adresse soit par le numéro de sa parcelle.

#### Risques naturels
Certaines parties du territoire communal sont susceptibles d’être affectées par le risque d’inondation par débordement de cours d'eau, notamment la Vienne et les Râches. La commune a été reconnue en état de catastrophe naturelle au titre des dommages causés par les inondations et coulées de boue survenues en 1982, 1988, 1993, 1999 et 2018,. Le risque inondation est pris en compte dans l'aménagement du territoire de la commune par le biais du plan de prévention des risques inondation (PPRI) de la « Vienne d'Aixe à Saillat », approuvé le 12 octobre 2007.

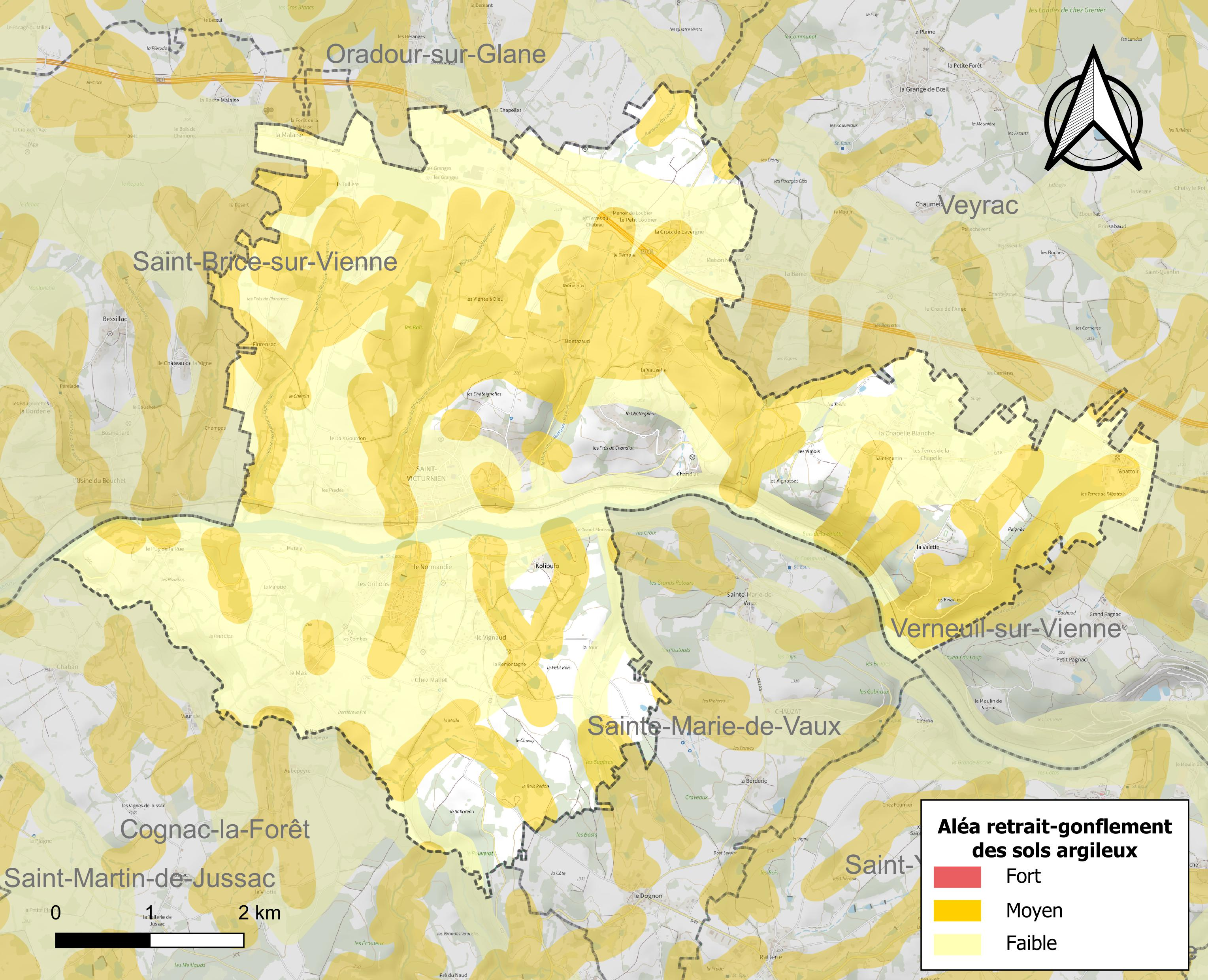
Carte des zones d'aléa retrait-gonflement des sols argileux de Saint-Victurnien.

Le retrait-gonflement des sols argileux est susceptible d'engendrer des dommages importants aux bâtiments en cas d’alternance de périodes de sécheresse et de pluie. 42,8 % de la superficie communale est en aléa moyen ou fort (27 % au niveau départemental et 48,5 % au niveau national métropolitain). Depuis le 1er octobre 2020, en application de la loi ÉLAN, différentes contraintes s'imposent aux vendeurs, maîtres d'ouvrages ou constructeurs de biens situés dans une zone classée en aléa moyen ou fort,.
La commune a été reconnue en état de catastrophe naturelle au titre des dommages causés par des mouvements de terrain en 1999.

#### Risque technologique
La commune est en outre située en aval des barrages de Lavaud-Gelade, dans la Creuse, de Saint-Marc et de Vassivière, des ouvrages de classe A. À ce titre elle est susceptible d’être touchée par l’onde de submersion consécutive à la rupture de cet ouvrage.

#### Risque particulier
Dans plusieurs parties du territoire national, le radon, accumulé dans certains logements ou autres locaux, peut constituer une source significative d’exposition de la population aux rayonnements ionisants. Selon la classification de 2018, la commune de Saint-Victurnien est classée en zone 3, à savoir zone à potentiel radon significatif.

## Histoire
Louis de Verdilhac (1787-1836), général, aide de camp du général Jean-Louis Villatte, né en 1787 à Saint-Victurnien (Haute-Vienne).
En 1805, il est entré à l’école militaire de Fontainebleau.
En 1806, il en sort sous-lieutenant et est affecté au 27e d’infanterie légère.
En 1807, il sert en Pologne et participe aux batailles d’Eylau et de Friedland.
En 1809, Verdilhac est nommé aide de camp du général Villatte et sert en Espagne (1809-1814).
En 1812, il est nommé capitaine.
Le 21 juin 1813, il participe à la bataille de Vitoria.
Le 27 février 1814, il prend part à la bataille d’Orthez dans l'état-major du général Villatte.
Le 10 avril, il participe à la bataille de Toulouse.
À l’abdication de Napoléon à Fontainebleau, il se retire au « Loubier » à Saint-Victurnien.
Le 18 avril 1836, il meurt au « Loubier ». Il repose au cimetière de la commune.
À 10 h 30, le 27 juin 1944, une soixantaine de miliciens lourdement armés, montent une embuscade qui est préparée par Jean Filiol chef du 2e service qui a pour chef de la Milice française local Jean de Vaugelas puis est en liaison étroite avec la Gestapo de Limoges dirigé par August Meier. Ces miliciens déguisés en maquisards et équipés de véhicules aux couleurs de la croix de Lorraine, passent à l'action. Ils cernent le bourg et exigent que les habitants rentrent chez eux.
Saint-Victurnien est quadrillée et investie militairement. Les maquisards de la 2401eme compagnie FTPF venus à Cognac le Froid en camion pour récuperer armes et munitions tombent dans le traquenard et sont fusillés à bout portant. Ces faits ont été confirmés par le maire de Saint-Victurnien de l'époque, Antoine Bardet. Une lettre écrite de sa main a été retrouvée dans les archives de la mairie. Cette lettre a été lue par Jean Duchambon, maire de Saint-Victurnien en 2014.
Il existe une plaque commémorative au mur du cimetière pour ces 11 maquisards tombés pour la France.

## Blasonnement
|  | Les armoiries de Saint-Victurnien se blasonnent ainsi : De sinople au buste de saint Victurnien chevelé et barbé d’argent habillé de sable posé sur une champagne d’or chargé de trois trangles ondées du champ, adextré d’une roue de moulin de dix huit aubes aussi d’or et senestré d’une harpe du même. |

## Politique et administration

### Liste des maires
| Période                                  | Période   | Identité              | Étiquette | Qualité                                                                   |
| ---------------------------------------- | --------- | --------------------- | --------- | ------------------------------------------------------------------------- |
| Les données manquantes sont à compléter. |           |                       |           |                                                                           |
| 1920                                     | 1932      | Jean-François Bredier |           | Médecin                                                                   |
| 1932                                     | 1947      | Antoine Bardet        |           |                                                                           |
| 1947                                     | mai 1953  | Léon Grand            |           |                                                                           |
| mai 1953                                 | mars 1965 | François Rougier      |           |                                                                           |
| mars 1965                                | mars 1977 | Fernand Lefaure       |           |                                                                           |
| mars 1977                                | 1985      | Lucien Descubes       |           |                                                                           |
| 1985                                     | juin 1995 | Guy Daudet            | PS        | Sérigraphe                                                                |
| juin 1995                                | En cours  | Jean Duchambon        | PS        | Directeur commercial Conseiller général de Saint-Junien-Est (2004 → 2011) |

## Démographie
L'évolution du nombre d'habitants est connue à travers les recensements de la population effectués dans la commune depuis 1793. Pour les communes de moins de 10 000 habitants, une enquête de recensement portant sur toute la population est réalisée tous les cinq ans, les populations de référence des années intermédiaires étant quant à elles estimées par interpolation ou extrapolation. Pour la commune, le premier recensement exhaustif entrant dans le cadre du nouveau dispositif a été réalisé en 2006.

En 2022, la commune comptait 1 767 habitants, en évolution de +0,74 % par rapport à 2016 (Haute-Vienne : −0,68 %, France hors Mayotte : +2,11 %).
| 1793  | 1800  | 1806  | 1821  | 1831  | 1836  | 1841  | 1846  | 1851  |
| ----- | ----- | ----- | ----- | ----- | ----- | ----- | ----- | ----- |
| 1 226 | 1 290 | 1 185 | 1 301 | 1 393 | 1 455 | 1 525 | 1 530 | 1 490 |

| 1856  | 1861  | 1866  | 1872  | 1876  | 1881  | 1886  | 1891  | 1896  |
| ----- | ----- | ----- | ----- | ----- | ----- | ----- | ----- | ----- |
| 1 426 | 1 315 | 1 379 | 1 342 | 1 408 | 1 447 | 1 504 | 1 511 | 1 470 |

| 1901  | 1906  | 1911  | 1921  | 1926  | 1931  | 1936  | 1946  | 1954  |
| ----- | ----- | ----- | ----- | ----- | ----- | ----- | ----- | ----- |
| 1 456 | 1 459 | 1 459 | 1 280 | 1 279 | 1 214 | 1 247 | 1 306 | 1 324 |

| 1962  | 1968  | 1975  | 1982  | 1990  | 1999  | 2006  | 2011  | 2016  |
| ----- | ----- | ----- | ----- | ----- | ----- | ----- | ----- | ----- |
| 1 357 | 1 190 | 1 210 | 1 259 | 1 447 | 1 458 | 1 597 | 1 699 | 1 754 |

| 2021  | 2022  | - | - | - | - | - | - | - |
| ----- | ----- | - | - | - | - | - | - | - |
| 1 766 | 1 767 | - | - | - | - | - | - | - |

## Lieux et monuments
Le Loubier 

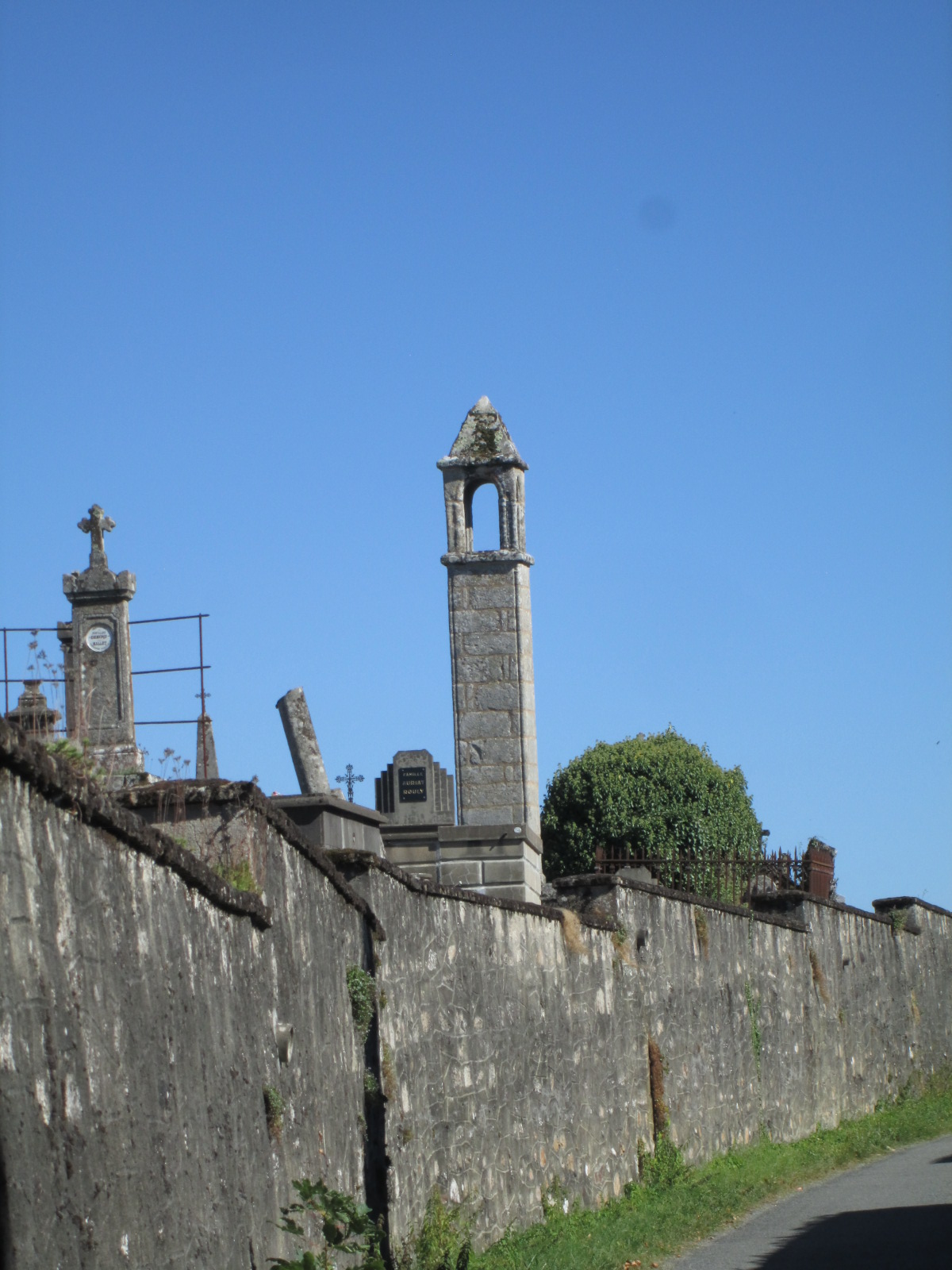
Lanterne des morts du cimetière de Saint-Victurnien (XIIe siècle). Jusqu'en 1939, le fanal était éclairé par une lanterne.

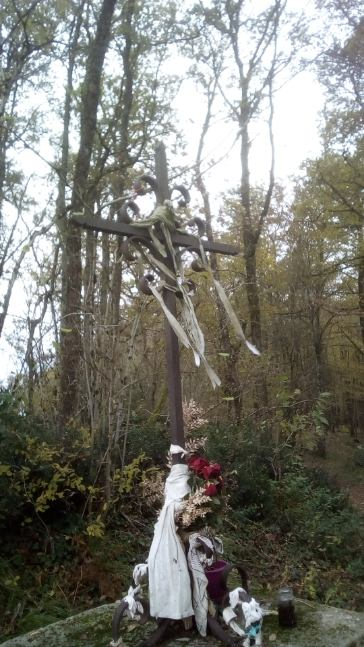
Saint-Victurnien, la croix des Chataignolles.

La croix des Chataignolles : après la mort de l'ermite Victurnien, sa famille écossaise veut ramener son corps. Mais le cortège tiré par quatre mules est arrêté par la force divine au sommet de la colline : seul un bras du saint rentrera en Écosse. Depuis, une croix a été élevée à cet endroit et est couverte de lambeaux de tissus de malades espérant la guérison par l'intercession du Saint.
- Église Saint-Victurien de Saint-Victurnien. (XIII-XIVeme siècle). Elle comporte deux nefs parallèles de trois travées chacune. La nef nord avait un clocher aujourd'hui disparu. A l'arrière de l'autel tombeau de saint Victurnien guérisseur, deux trous ("débredinoire") permettaient d'y passer la tête des malades mentaux pour qu'ils bénéficient de l'aura du saint[29]. L'édifice a été inscrit au titre des monuments historique en 1926[30].
- La Lanterne des morts de Saint-Victurnien, classée monument historique en 1910.
- Le pont sur la Vienne : avant 1846, la traversée de la Vienne s'effectuait par gué puis par bacs (le port d'attache se nommait « port de la nef »). En 1844, un projet de pont en maçonnerie échoua. En 1846, la commune édifia un pont suspendu métallique à péage dit en fil de fer. Fragile, il sera démoli en 1874 et remplacé par le pont actuel en pierre. Propriété du conseil départemental de la Haute-Vienne (route départementale n°3), il a été consolidé en 2017[31].

### ZNIEFF
La commune présente une Zone naturelle d'intérêt écologique, faunistique et floristique (ZNIEFF) de type 1.
- Vallée de la Vienne au Mas-Marvent[32]. La zone  s'étend des deux côtés de la Vienne, sur les communes de Saint-Yrieix-sous-Aixe, Saint-Victurnien, Sainte-Marie-de-Vaux, Verneuil-sur-Vienne. « Le site est limité à la zone la plus escarpée de la vallée. Des rives abruptes émergent des rochers créant des zones de courant important dans le cours d'eau[33]. »

## Jumelage
- Cabanillas (Espagne)

## Personnalités liées à la commune
- Jean Joyet (1919-1994), peintre, graveur et sculpteur, est né à Saint-Victurnien.
- Louis de Verdilhac (1787-1836), général, aide de camp du général Jean-Louis Villatte, est né et mort à Saint-Victurnien.

## Pour approfondir